# Martti Lauronen
Martti Lauronen (Joensuu, 15 ottobre 1913 – 4 giugno 1987) è stato un fondista finlandese.

## Biografia
Ai Campionati mondiali di sci nordico 1938 nella staffetta 4x10 riuscì a conquistare la medaglia d'oro con Jussi Kurikkala, Pauli Pitkänen e Klaes Karppinen con il tempo totale di 2:38:42, distaccando di oltre tre minuti la nazionale norvegese. Nella stessa manifestazione ottenne anche il quinto posto nella 18 km.

## Palmarès

### Mondiali
- 1 medaglia:
  - 1 oro (staffetta a Lahti 1938)